# Homalopsis mereljcoxi
Homalopsis mereljcoxi é uma espécie de serpentes da família Homalopsidae.

## Distrubuição
Esta espécie pode ser encontrada na Tailândia,na Camboja e no Vietnã.

## Etimologia
Esta espécie é nomeada em homenagem a Merel “Jack” Cox, herpetologista tailandês. 